# In assenza di te
In assenza di te è un brano musicale della cantante italiana Laura Pausini.

## In assenza di te-En ausencia de ti1999

### Il brano
In assenza di te è il 2° singolo estratto il 3 gennaio 1999 dall'album La mia risposta del 1998.
La musica è composta da Antonio Galbiati; il testo è scritto da Laura Pausini e Cheope; l'adattamento spagnolo è di Badia.
La canzone viene tradotta in lingua spagnola con il titolo En ausencia de ti, inserita nell'album Mi respuesta ed estratta come 2° singolo in Spagna e in America Latina.
I 2 brani vengono trasmessi in radio; vengono realizzati i videoclip.
Nel 1999 i videoclip di In assenza di te e di En ausencia de ti vengono inseriti nelle 2 VHS Video collection 93-99.
Nel 2002 il brano In assenza di te viene inserito nell'album From the Inside per il mercato giapponese.

### Il video
Il videoclip (in lingua italiana e in lingua spagnola) è stato diretto dal regista Alberto Colombo.

### Tracce
CDS - Promo 1154 Warner Music Italia (1999)
1. In assenza di te

CDS - Promo 00599 Warner Music Brasile (1999)
1. In assenza di te

CDS - Promo 1155 Warner Music Colombia (1999)
1. En ausencia de ti

CDS - Promo 1192 Warner Music Messico (1999)
1. En ausencia de ti

CDS - 3984261749 Warner Music Italia (1999)
1. In assenza di te
2. Un'emergenza d'amore (Rob's Rock)

CDS - 3984261762 Warner Music Spagna (1999)
1. En ausencia de ti
2. Emergencia de amor (Rob's Rock)

CDS - 3984264782 Warner Music Germania (1999)
1. In assenza di te (Dave's Radio Mix)
2. In assenza di te (Album Version)
3. In assenza di te (Dave's Club Mix)
4. Un'emergenza d'amore (Rob's Rock Remix)

CDS - Warner Music Latin (1999)
1. En ausencia de ti (Dave's Radio Mix)
2. In assenza di te (Album Version)
3. In assenza di te (Dave's Club Mix)
4. Un'emergenza d'amore (Rob's Rock Remix)

Download digitale
1. In assenza di te
2. En ausencia de ti

### Classifiche
| Classifica (2013) | Posizione massima |
| ----------------- | ----------------- |
| Italia            | 20                |

## Crediti
- Laura Pausini: voce
- Alex Richbourg: programmazione
- Eric Buffat: programmazione, tastiera
- Dado Parisini: tastiera, basso synth
- Michael Landau: chitarra elettrica, chitarra acustica, sitar
- Riccardo Galardini: chitarra acustica
- Nathan East: basso
- John Robinson: batteria

## In assenza di te2003
Nel 2001 il brano In assenza di te viene reinserito nella raccolta The Best of Laura Pausini - E ritorno da te.

### Il brano
Il brano in lingua italiana viene nuovamente estratto come singolo ed è il 6º ed ultimo singolo estratto a giugno 2003 solo in Francia dall'album The Best of Laura Pausini - E ritorno da te.
Anche il brano in lingua spagnola En ausencia de ti viene reinserito nella raccolta Lo mejor de Laura Pausini - Volveré junto a ti. Questa versione non viene estratta come singolo in Spagna e in America Latina e pertanto non è pubblicata su supporto audio, non viene trasmessa in radio e non è presente il videoclip.
Il brano in lingua italiana viene trasmesso quindi nuovamente in radio in Francia nel 2003; non viene però realizzato un nuovo videoclip.

### Tracce
CDS - 5050466708625 Warner Music Francia (2003)
1. In assenza di te
2. E ritorno da te

Download digitale
1. In assenza di te
2. En ausencia de ti

### Classifiche
Posizioni massime
| Classifica (2003) | Posizione |
| ----------------- | --------- |
| Francia           | 42        |

## It's Not Good-Bye2003

### Il brano
Nel 2002 il brano In assenza di te viene tradotto in lingua inglese con il titolo It's Not Good-Bye ed inserito nell'album From the Inside, pubblicato poi in Italia nel 2003.
La musica e il testo sono composti da Antonio Galbiati, Laura Pausini e Cheope; l'adattamento inglese è di Shelly Peiken.
Il brano It's Not Good-Bye viene estratto come singolo ed è il 3° singolo estratto nel 2003 solo in America Latina e negli Stati Uniti dall'album From the Inside.
It's Not Good-Bye non viene estratto come singolo in Italia e pertanto non viene trasmessa in radio.
Il brano viene trasmesso quindi in radio in America Latina e Stati Uniti, dove mantiene la prima posizione per molte settimane; non viene realizzato il videoclip del brano.

### Tracce
CDS - Promo 4097 Warner Music Europa (2003)
1. It's Not Good-Bye

CDS - Warner Music USA (2003)
1. Surrender
2. I Need Love
3. It's Not Good-Bye

Download digitale
1. It's Not Good-Bye

### Crediti
- Laura Pausini: voce
- KC Porter: tastiere, programmazione
- Jeff Bova: tastiere, programmazione
- Lori Perry: cori
- David Sabee: orchestra

## Pubblicazioni
In assenza di te viene inserita anche nell'album The Best of Laura Pausini - E ritorno da te del 2001; in una nuova versione nell'album 20 - The Greatest Hits - USA Edition; come Bonus Track nell'album From the Inside Japanese Edition del 2003; in versione Live nel DVD Live 2001-2002 World Tour del 2002 (video), negli album Live in Paris 05 del 2005 (audio e video), San Siro 2007 del 2007 (Medley audio e video), Laura Live World Tour 09 e Laura Live Gira Mundial 09 del 2009 (Medley Soft video).
In assenza di te viene inoltre inserita nella compilation NRJ Music Awards 2004 del 2004.
En ausencia de ti viene inserita anche nell'album Lo mejor de Laura Pausini - Volveré junto a ti del 2001 e in una versione rinnovata nell'album 20 - Grandes Exitos del 2013.
It's Not Good-Bye viene inserita in una versione rinnovata nell'album 20 - The Greatest Hits - Italian Edition del 2013 e nella compilation Najlepsza Muzyka! Do Uslyszenia (The Best Music! Hear From You Soon) del 2004 pubblicata in Polonia.

## Colonna sonora
Nel 1998 In assenza di te viene utilizzato come colonna sonora della telenovela brasiliana Pecado Capital. Nel 2016, la versione in inglese, It's Not Good-Bye, è parte della colonna sonora della serie televisiva thailandese My Bromance - Phichai: The Series.

## Interpretazioni dal vivo
In assenza di te viene eseguita in alcune esibizioni dal vivo da Laura Pausini insieme ad altri artisti: nel 2002 in duetto con Gianni Morandi durante il programma televisivo di Rai 1 Uno di noi; il 6 marzo 2014 in duetto con il gruppo italiano Il Volo, al The Theater at Madison Square Garden di New York, tappa del The Greatest Hits World Tour 2013-2015.

## Cover
Nel 2000 la cantante italo-brasiliana Deborah Blando realizza una cover di In assenza di te inserendola nell'album Salvatrice.
Nel 2008 la cantante israeliana Sarit Hadad realizza una cover in lingua ebraica intitolata Ha'etsev betok'h inserendola nell'album Osef hasheket.
Nel 2010 il sedicenne italiano Donato Santoianni, partecipante del programma televisivo di Rai 1 Ti lascio una canzone  condotto da Antonella Clerici realizza una cover di In assenza di te inserendola nel suo album Swinging pop. Sempre nello stesso anno viene pubblicato il CD Io canto 2 tratto dal programma televisivo di Canale 5 Io canto condotto da Gerry Scotti che contiene la cover di In assenza di te interpretata dalla partecipante sedicenne maltese Danica Muscat.
Nel 2011 il cantante russo Trek realizza una cover in lingua russa inserendola nell'omonimo CD singolo.